# Contea di Scott (Iowa)
La contea di Scott (in inglese Scott County) è una contea dello Stato dell'Iowa, negli Stati Uniti. La popolazione al censimento del 2000 era di 158 668 abitanti. Il capoluogo di contea è Davenport.